# Evangelische Kirche (Ruchsen)

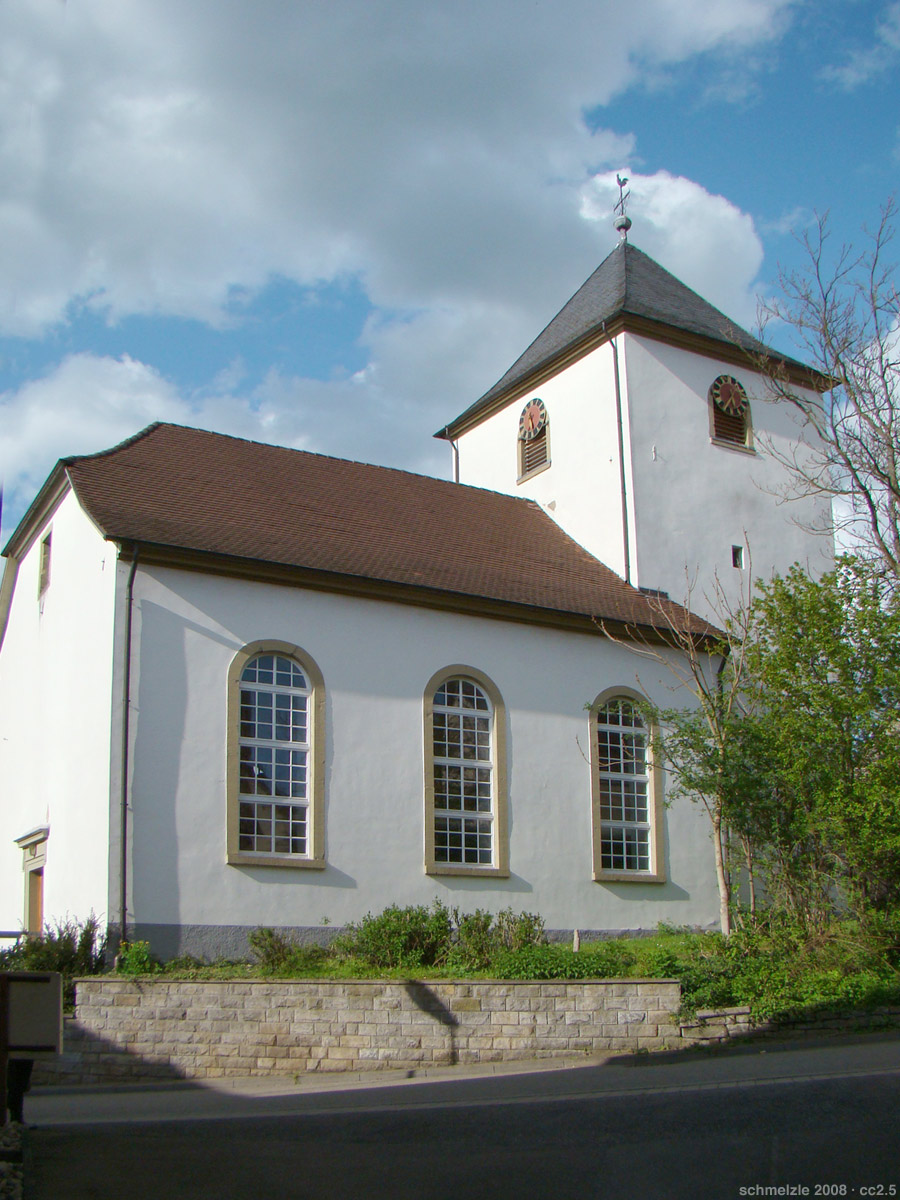
Evangelische Kirche bis 2015

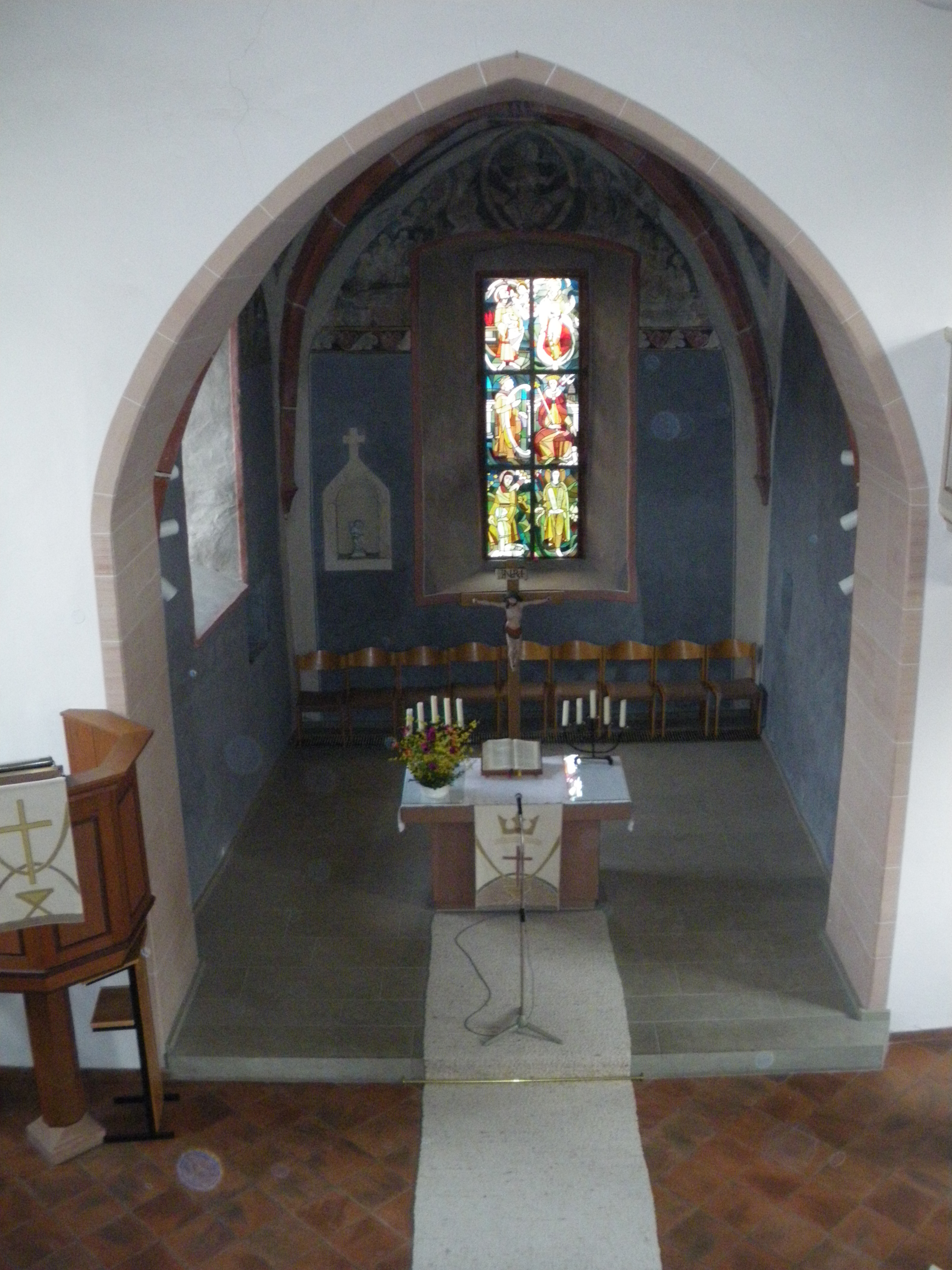
Altar und Chor

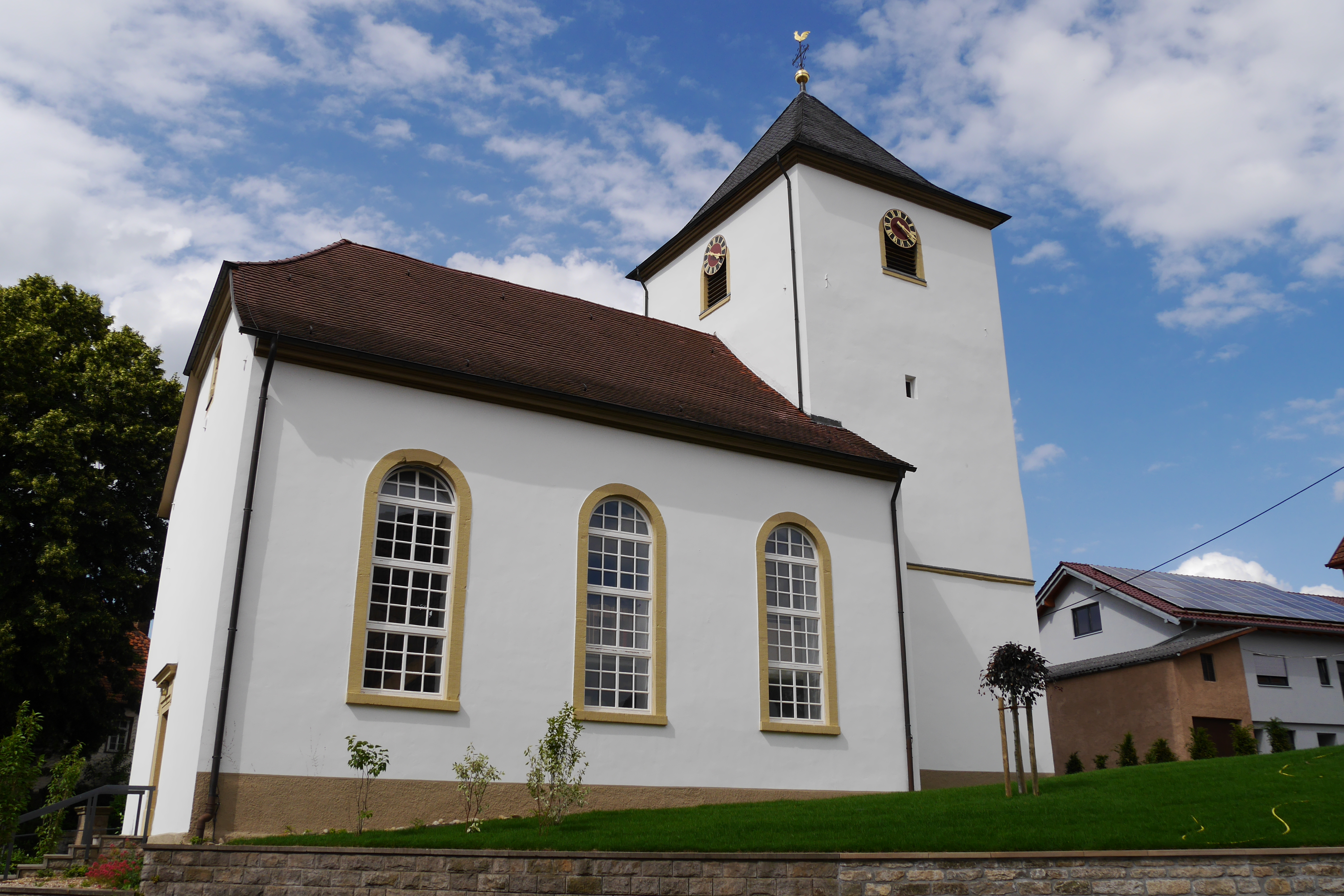
Evangelische Kirche ab 2016

Die Evangelische Kirche in Ruchsen, einem Ortsteil der Stadt Möckmühl im Landkreis Heilbronn im nördlichen Baden-Württemberg, wurde 1331 erstmals erwähnt. Während das Kirchenschiff 1823 erneuert wurde, ist der Chorturm im Kern das älteste Gebäude des Orts.

## Geschichte
Das älteste Gebäude des Dorfes muss sicher der unterste Teil des Kirchturms sein. Dieser wurde erstmals 1331 im Zusammenhang mit einer Kapelle erwähnt. Das Kirchenschiff war ursprünglich nicht breiter als der Kirchturm, aber dennoch nicht schmucklos, wie man am Kreuzgewölbe und dem Schlussstein schließen kann. Ruchsen war eine Filialkirche von Möckmühl, Mitte des 15. Jahrhunderts hatte das Stift Mosbach das Patronatsrecht über die Ruchsener Pfarrei. Trotz mainzischer Ortsherrschaft setzte die Kurpfalz 1559 einen evangelischen (später reformierten) Pfarrer ein und führte die Reformation durch. 1728 wird ein Kirchenbau erwähnt, wobei es sich hier um eine Erneuerung der Kirche gehandelt haben muss.
Freiwilligen Spenden verdankte die Gemeinde 1738 den Einbau der noch heute in der Kirche stehenden Orgel. Die Spendenbereitschaft war so überwältigend, dass sogar noch ein Überschuss vom Stiftungsbetrag übrig war, der für andere Dinge in der Kirche verwendet wurde. Die kleine Glocke stammt aus dem Jahr 1565 und wurde bei Heinrich Rotenberger in Heilbronn gegossen. Einer Sage im Dorf nach soll eine der beiden Glocken vom Kloster Schöntal stammen, was aber nicht nachweisbar ist.
1823 wurde die Kirche fast neu gebaut, da das alte Kirchenschiff baufällig geworden war. Der untere Teil des Turms blieb erhalten, das Kirchenschiff wurde wesentlich verbreitert und der Turm, der ursprünglich nicht höher als das Kirchenschiff war und ein Stockwerk aus Holz hatte, wurde auf die heutige Höhe aus Stein ausgebaut.
1951/1952 wurde die Kirche umgebaut. Die Bretterwand, die den Chorraum verdeckte, wurde entfernt. Im Chorraum und an den Wänden des Chors traten wertvolle mittelalterliche Wandmalereien ans Tageslicht. Die Gemälde zeigen in den Gewölben großfigurig die vier Evangelistensymbole auf blauem Untergrund. An den Wänden sind Bilder aus der Leidensgeschichte Jesu zu sehen und an der Ostseite das Jüngste Gericht mit Jesus Christus in der Mandorla. Die Kanzel wurde an die südliche Seite des Chorbogens versetzt, und auch die Orgel musste ihren Platz von der mittleren zur südlichen Empore weichen. Im Chorraum wurde ein neuer Steinaltar aufgestellt.
1968 bis 1972 wurde der Außenbereich der Kirche umgestaltet. Das Kirchengrundstück wurde neu bepflanzt, von den zwei Treppenaufgängen wurde einer entfernt und mit Natursteinen versehen. Zwei Lindenbäume, die den Blick zur Kirche verdeckten, wurden gefällt. Die alten Fenster wurden durch neue ersetzt, das Dach des Kirchenschiffes wurde neu gedeckt und man hat versucht, durch Isolierung die Feuchtigkeitsschäden am Turm und im Chorraum zu beseitigen. 1982 bis 1983 wurde das alte, nicht mehr benötigte Pfarrhaus verkauft. Mit dem Erlös wurden die Kirche auf den neuesten Stand der Technik gebracht sowie ein kleiner Anbau an der Kirche errichtet, der als Gemeindehaus dienen soll. Die nördliche Längsempore wurde entfernt, sodass mehr Licht ins Kircheninnere gelangen konnte. Die Kanzel wurde von der Südseite auf die Nordseite des Chorbogens versetzt, und die Kirche bekam eine zeitgemäße Heizung (Fußboden- und Bankheizung). Auch die elektrischen Anlagen wurden neu installiert und die Beleuchtung neu gestaltet. Das alte Kruzifix, das zu einem unbekannten Zeitpunkt aus der Kirche entfernt worden war, kam wieder an den alten Platz hinter dem Altar, nachdem es 1987 in Abstatt restauriert worden war. Als Geschenk erhielt die Kirche von der Kirchengemeinde Möckmühl den alten Taufstein aus dem Jahr 1450, welcher bis 1898 in der Möckmühler Stadtkirche stand und nach dem damaligen Neubau nicht mehr benötigt wurde.

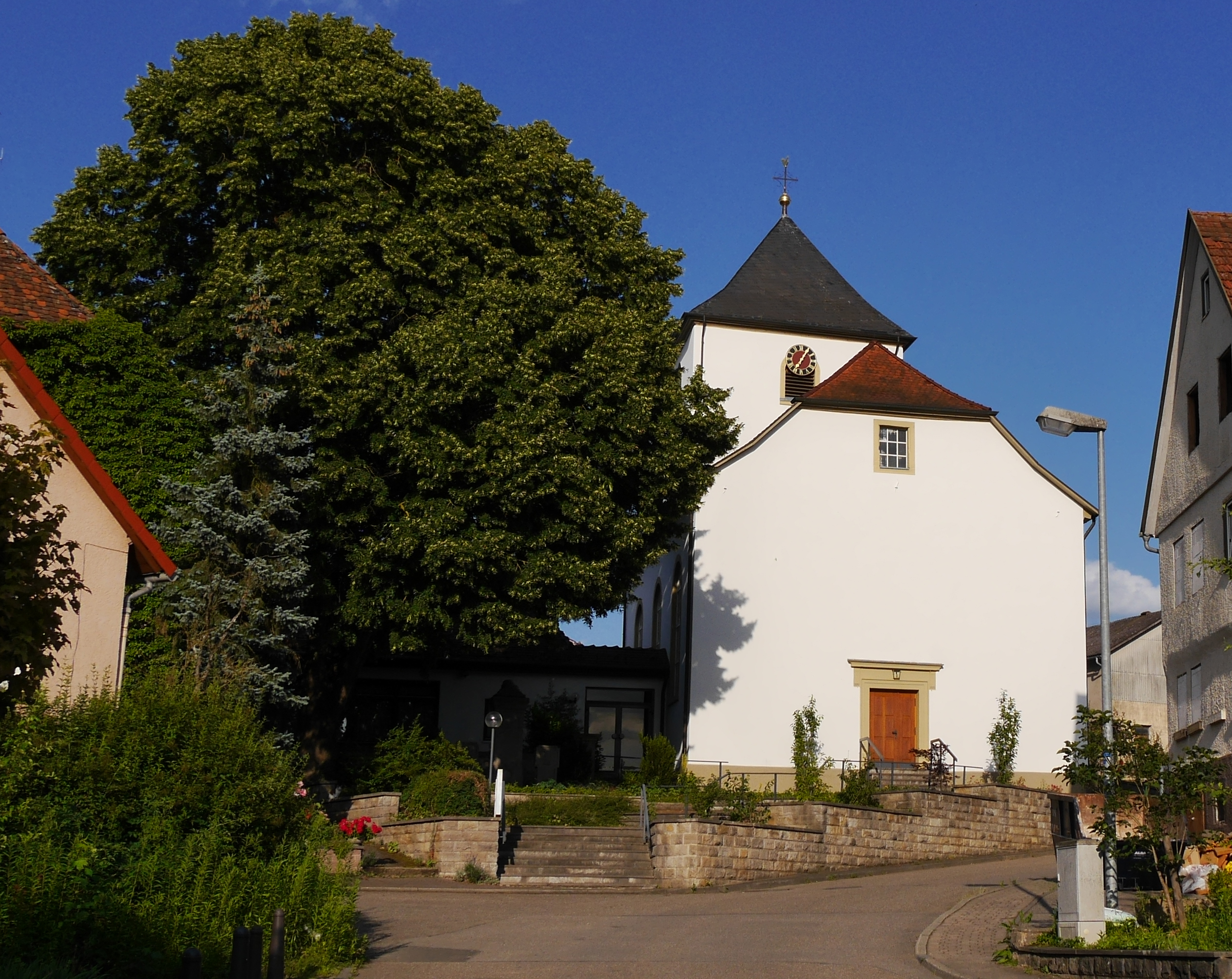
Kirchenvorderseite
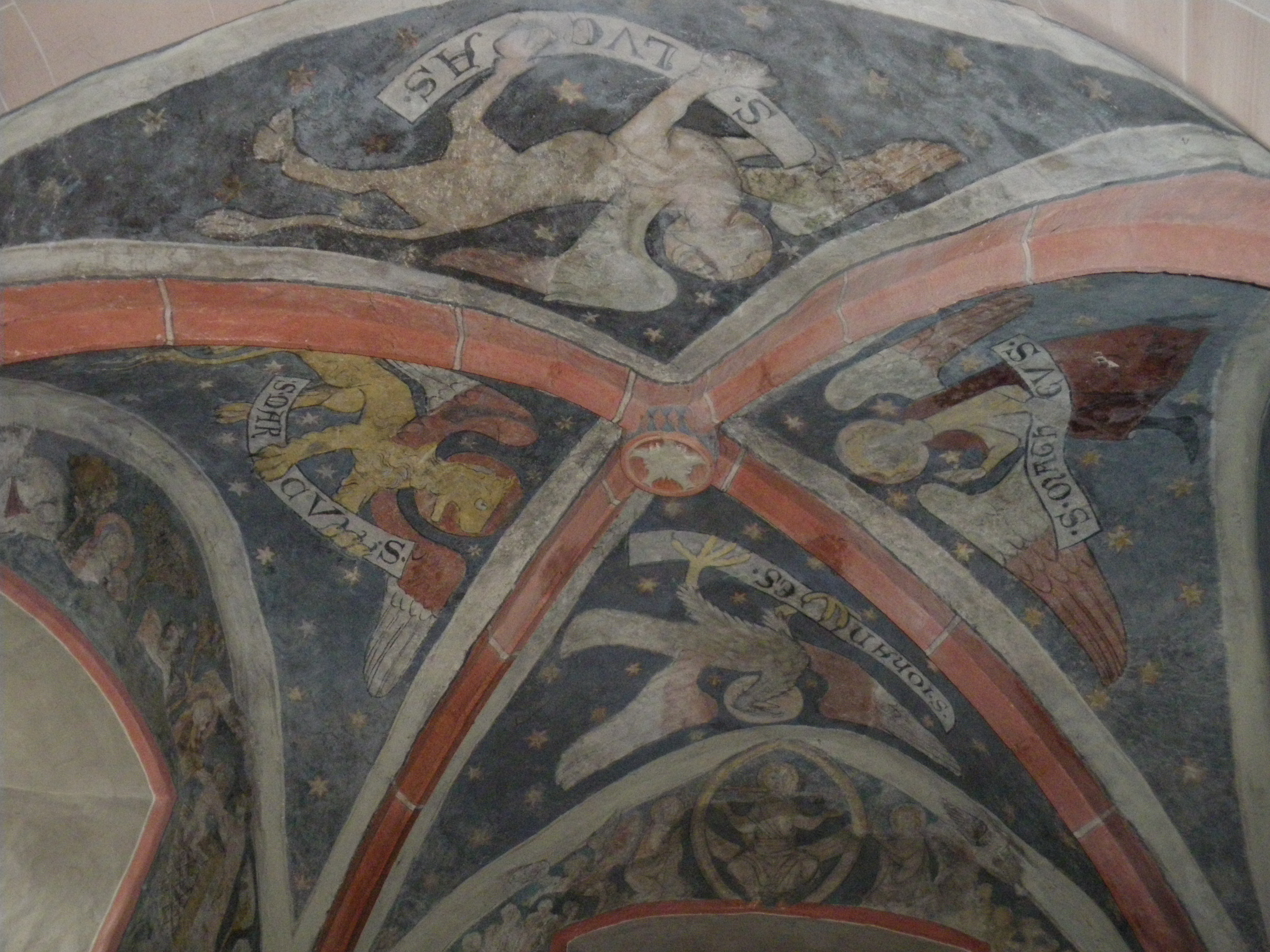
Chorgewölbe
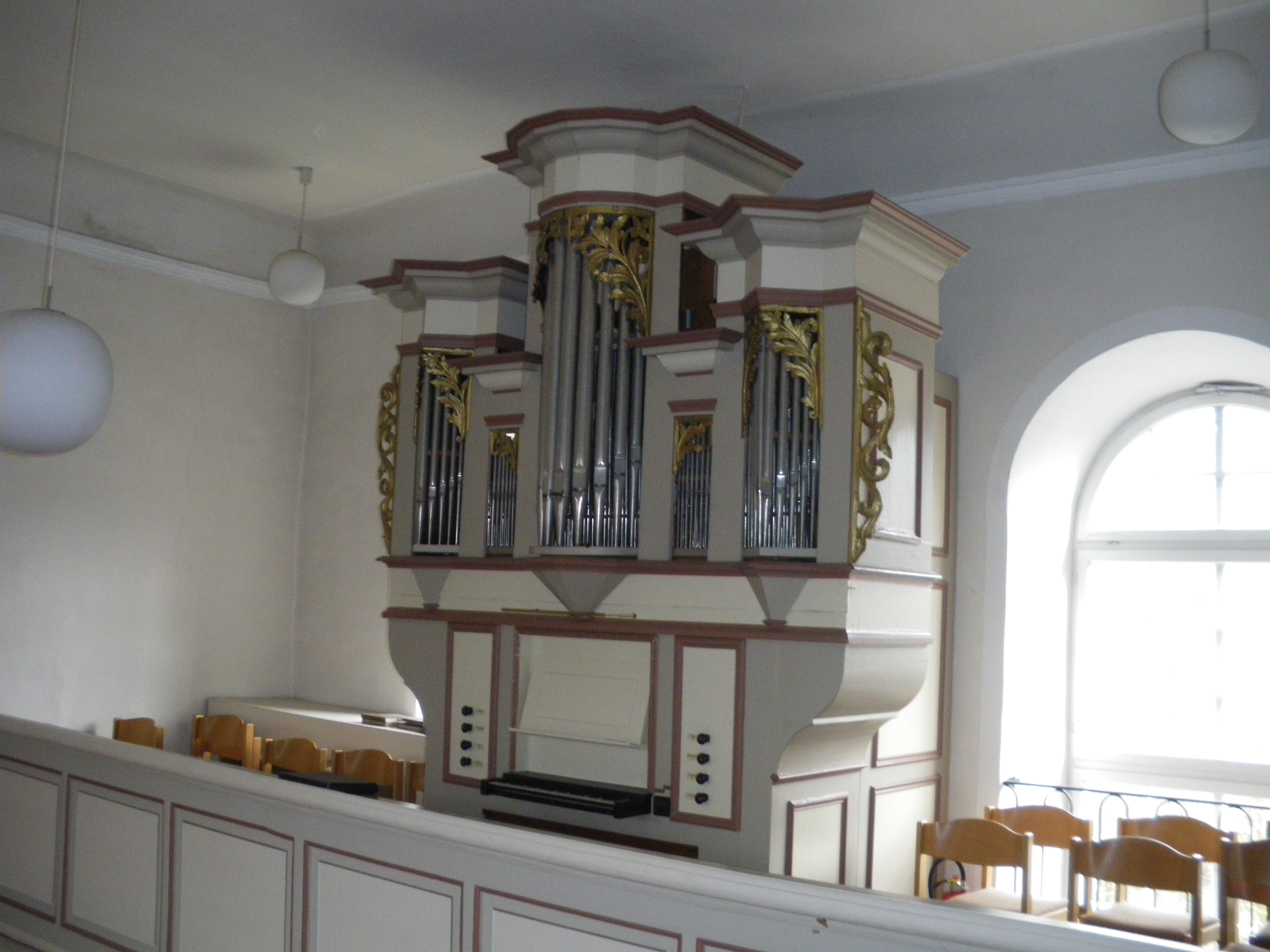
Alte Orgel
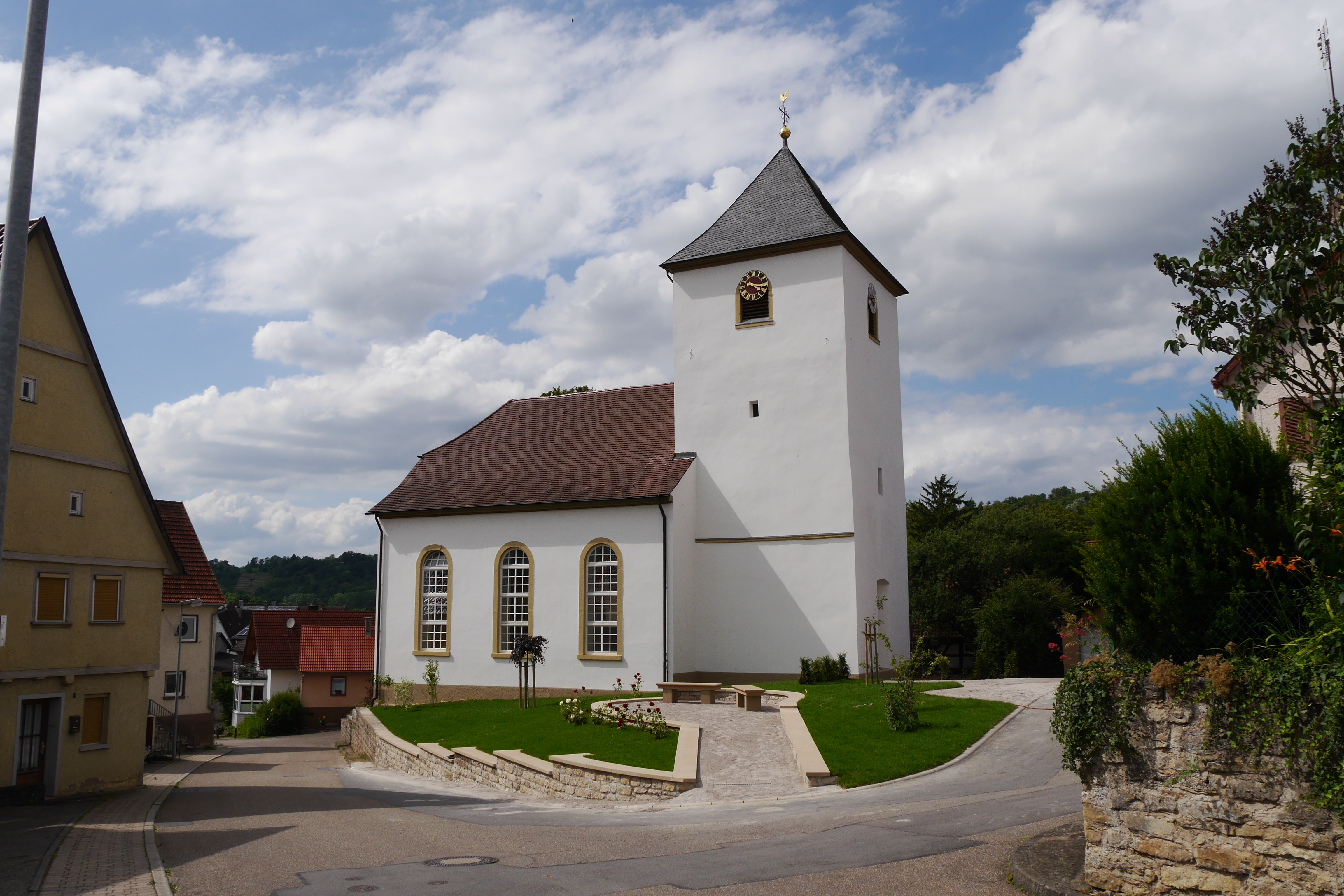
Südansicht

Koordinaten: 49° 19′ 7″ N, 9° 22′ 51″ O